# Agencia Espacial Mexicana

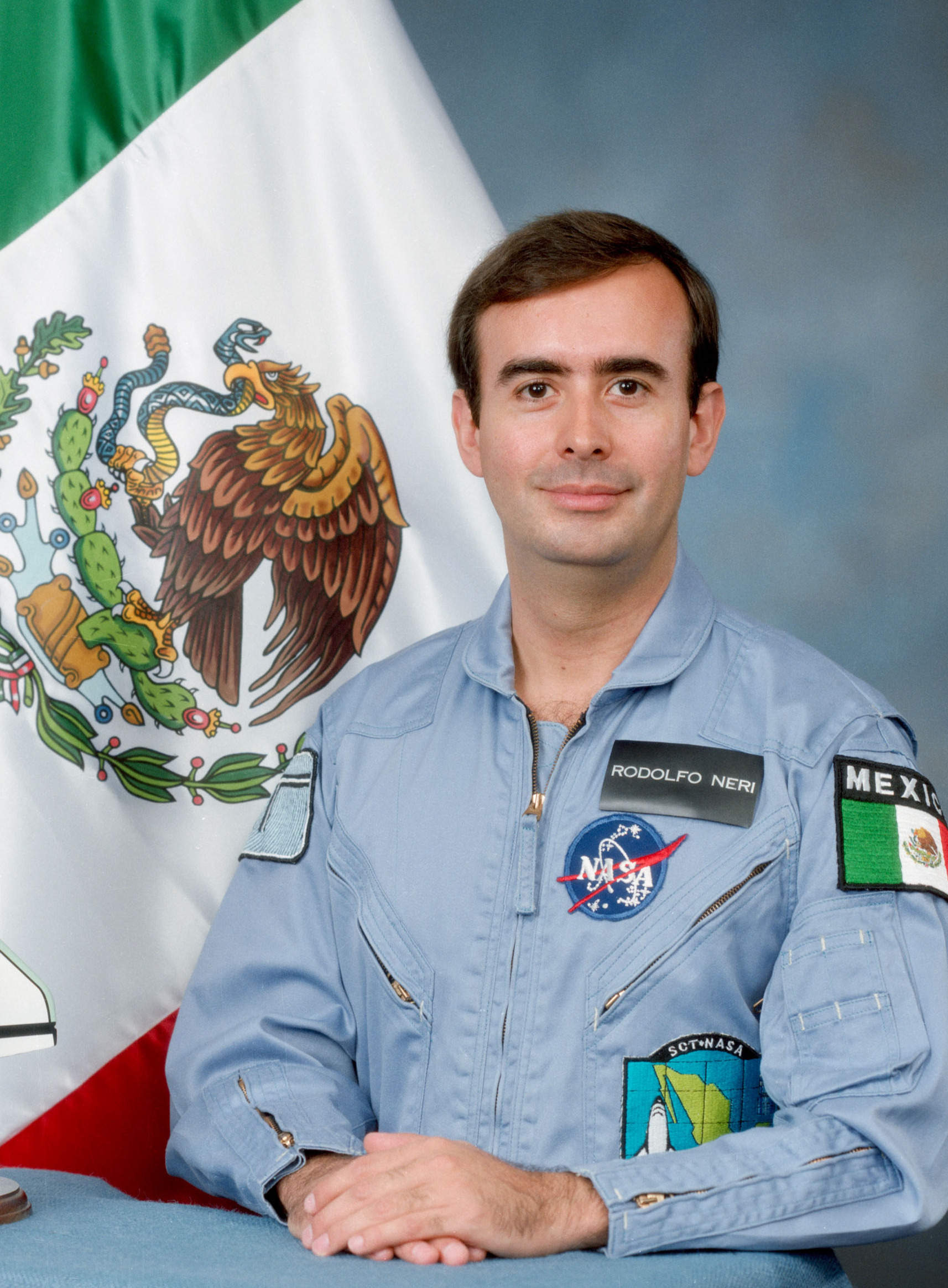
Rodolfo Neri Vela, il primo astronauta messicano. Ha preso parte alla missione STS-61-B del Programma Space Shuttle statunitense.

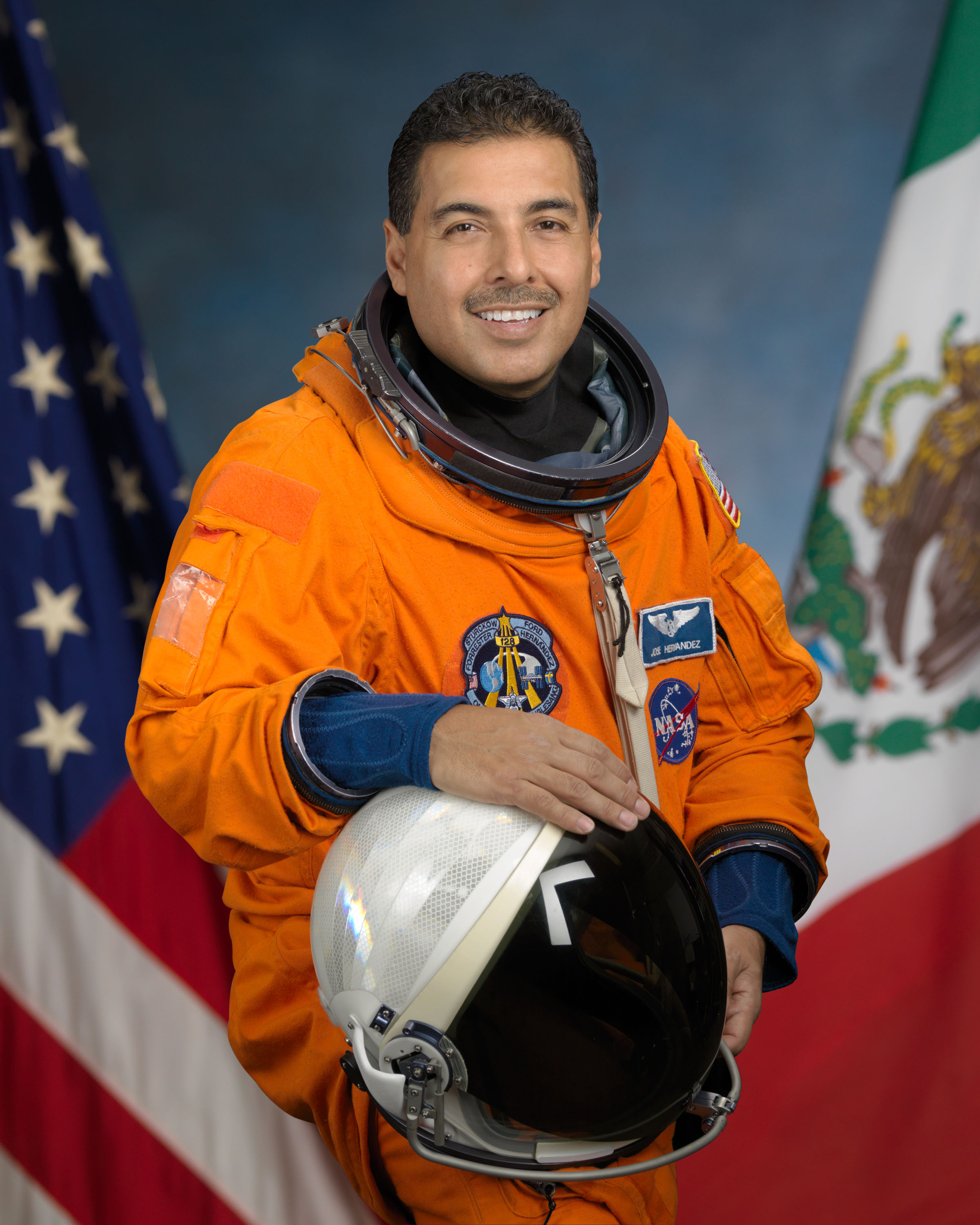

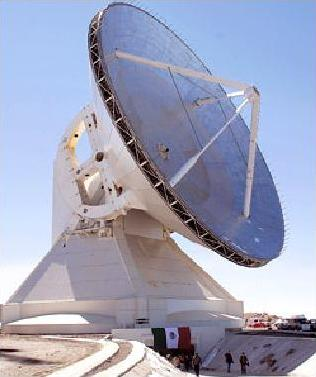

L’Agencia Espacial Mexicana è l'ente spaziale nazionale del Messico. Ha il compito di coordinare il programma spaziale messicano e di sviluppare la tecnologia e le infrastrutture necessarie per sviluppare il settore spaziale nel paese.
La prima agenzia incaricata di occuparsi delle attività spaziali nel paese è stata la Comisión Nacional del Espacio Exterior (CONEE, Commissione nazionale per lo spazio esterno), fondata il 31 agosto 1962. Essa condusse esperimenti di propulsione, telecomunicazioni e studi atmosferici tra il 1962 e il 1976. Dopo il suo scioglimento, avvenuto il 3 novembre 1977, le sue attività sono state affidate a diversi istituti di ricerca e università messicane.
L'attuale agenzia è stata fondata il 31 luglio 2010.